# Operação Sequaz

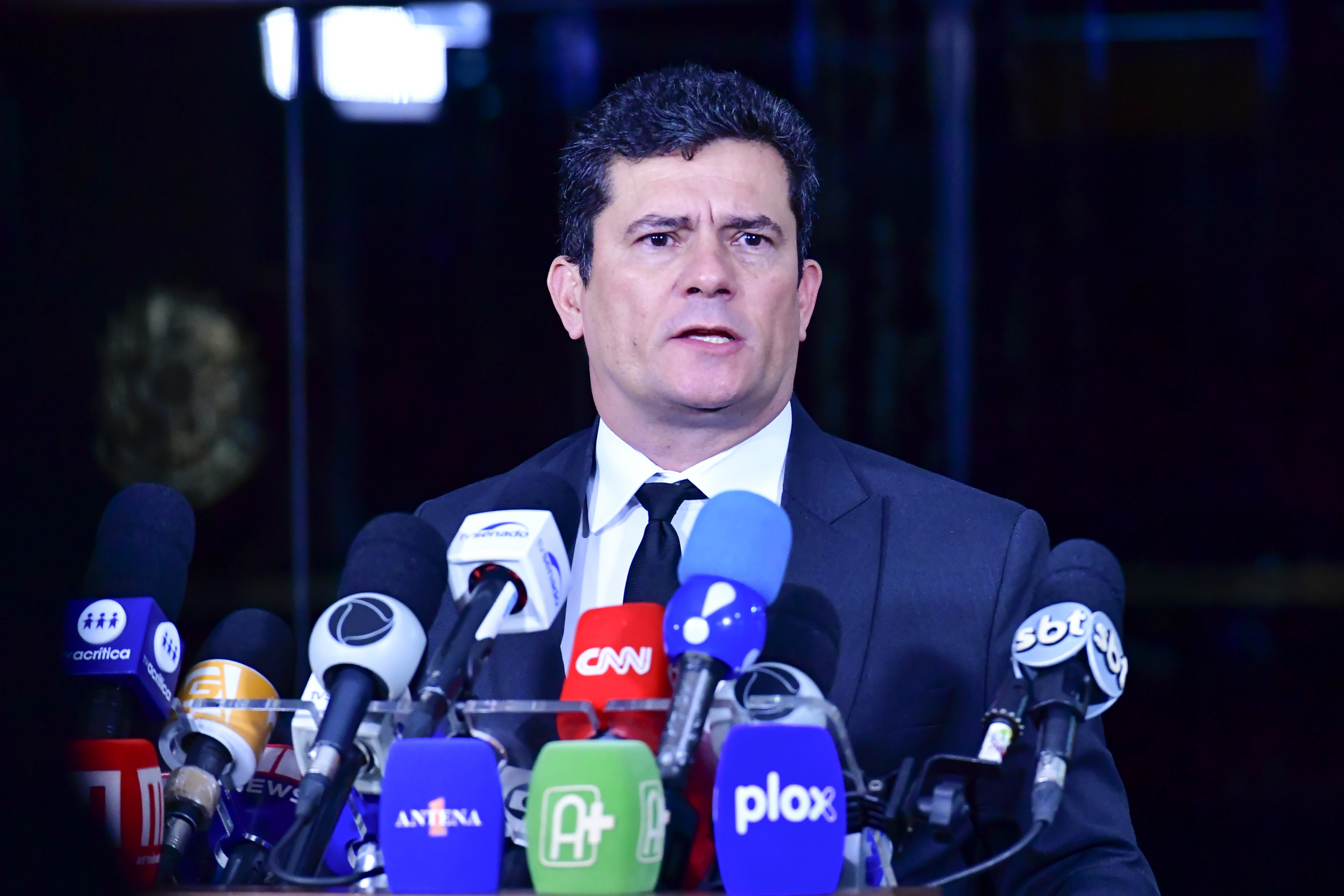
Senador Sergio Moro (União-PR) concede entrevista sobre ser um dos alvos de grupo suspeito de planejar atentados contra servidores públicos e autoridades.

A Polícia Federal deflagrou a Operação Sequaz em 22 de março de 2023 com o objetivo de prender membros do Primeiro Comando da Capital (PCC) que planejam assassinar diversas autoridades brasileiras, como Geraldo Alckimin, Sergio Moro, Rosângela Moro, Coronel Telhada e Lincoln Gakiya. Foram alvos da força-tarefa 11 pessoas, com sete mandados de prisões preventivas e quatro temporárias em Mato Grosso do Sul, Rondônia, São Paulo e Paraná, com a participação de cerca de 120 agentes.

## Alvos
A Polícia Federal desarticulou uma ação criminosa do PCC que tinha como alvos diversas autoridades, incluindo Moro — que, quando ministro da Justiça, foi o responsável pela transferência para penitenciárias federais de líderes da facção criminosa — além do alvo principal, Lincoln Gakiya, integrante do Grupo de Atuação Especial de Repressão ao Crime Organizado (Gaeco), em Presidente Prudente, São Paulo. Gakyia investiga a facção há 18 anos e já recebeu diversas ameaças de morte. Esta operação da Polícia Federal, que prendeu nove suspeitos, foi intitulada Operação Sequaz.

### Sérgio Moro
Segundo a PF, cerca de 10 pessoas seguiam e vigiam Sergio Moro e sua família desde janeiro, tanto no Paraná tanto em São Paulo, onde a esposa e deputada federal Rosângela Moro, segundo Lincoln Gakiya, promotor de justiça e um dos alvos, que o plano partiu do “setor de homicídios” do PCC, chamado “setor de sintonia restrita”. Segundo ele, os criminosos se referiam a Moro pelo codinome “Tóquio”, e alugaram casas e chácaras para executar os atentados, em um desses imóveis, foi encontrado uma parede falsa com um quartinho que seria usado como cativeiro; esses imóveis seriam próximos a locais que as vítimas e suas famílias frequentam.
A motivação seria uma retaliação ao senador, já que na época que era Ministro da Justiça e segurança Pública, Moro determinou a transferência de presidio de Marcos Camacho, o Marcola, para um presídio federal, dificultando a atuação do grupo.

## Repercussão

### Fala de Lula da Silva
Em 23 de março, após visita ao Complexo Naval de Itaguaí, no Rio de Janeiro, o presidente Luiz Inácio Lula da Silva, em entrevista coletiva, chamou o plano do PCC descoberto pela Polícia Federal de "mais uma armação do Moro". Em resposta a afirmação do presidente, Moro disse: "Eu vejo hoje um presidente dando risada de uma família ameaçada pelo crime organizado, sugerindo que o próprio ministro da Justiça do seu governo que informou que o plano para o meu sequestro seria uma armação. Então quero perguntar: O senhor não tem decência?"

## Assassinatos de presos acusados de integrar plano para matar Sergio Moro
Em 17 de junho de 2024, um integrante do Grupo de Atuação Especial de Combate ao Crime Organizado (Gaeco) do Ministério Público do Estado de São Paulo (MPE-SP) disse que dois dos presos acusados de integrar um plano criminoso para sequestrar e executar o senador Sergio Moro e outras autoridades de segurança pública no Brasil foram assassinados a facadas na tarde, na Penitenciária Maurício Henrique Guimarães Pereira, a P2, em Presidente Venceslau. Janeferson Aparecido Mariano Gomes, o Nefo, e Reginaldo Oliveira de Sousa, o Rê, ambos de 48 anos, haviam sido presos em março de 2023, durante a mesma operação, que investigou o plano elaborado pela facção criminosa Primeiro Comando da Capital (PCC) contra os agentes públicos. Após as execuções, os três suspeitos se entregaram e assumiram a autoria dos assassinatos. Segundo o Grupo de Atuação Especial de Combate ao Crime Organizado (Gaeco) do Ministério Público do Estado de São Paulo (MPE-SP), os assassinatos de Rê e Nefo dentro da P2, em Presidente Venceslau, foram ordenados pela facção criminosa Primeiro Comando da Capital (PCC).
A Polícia Civil identificou os detentos suspeitos de envolvimento nas mortes de Nefo e Rê. São eles:
- Elidan Silva Ceu, vulgo Alemão e Talibam, de 45 anos;
- Jaime Paulino de Oliveira, vulgo Japonês, de 47 anos;
- Luis Fernando Baron Versalli, vulgo Teo, VV, Barão e Barom, de 53 anos; e
- Ronaldo Arquimedes Marinho, vulgo Saponga, de 53 anos.